# Rembrandt: Fathers & Sons
Rembrandt: Fathers & Sons è un film del 1999 diretto da David Devine e basato sulla vita del pittore olandese Rembrandt Harmenszoon Van Rijn.

## Riconoscimenti
- 2000 - Gemini Awards
  - Candidatura per il miglior montaggio (Rik Morden)